# Щитник кавказький
Щитник кавказький (Dryopteris caucasica) — вид рослин родини щитникові (Dryopteridaceae), поширений у Західній Азії та Криму; присутність у Румунії, Молдові та європейській Туреччині під питанням.

## Опис
Ваї гинуть взимку, стрункі, не залозисті, блідо-зелені, черешки зелені; листові фрагменти сидячі, широко еліптичні, поля зубчасті.

## Поширення
Цей вид (можливо, родоначальник Dryopteris filix-mas) поширений у Кавказькому регіоні (Вірменія, Грузія) та в гірських листяних лісах уздовж узбережжя Чорного моря в Туреччині, сягаючи на схід північного заходу Ірану. В Європі повідомляється для Криму та Молдови. На думку К. Фрейзера-Дженкінса, його присутність в Європі за межами Криму є невизначеною і може стосуватися гібридів.
Населяє листопадні ліси в гірських регіонах, де він обмежений більш вологими, темними, затіненими та похмурими районами. Висота проживання — 450–2130 м н. р. м.